# August Hagen (Politiker)
August Hagen (* 27. Januar 1843 in Mittelsinn; † nach 1912) war Schulleiter und Mitglied des Deutschen Reichstags.

## Leben
Hagen besuchte das Gymnasium in Regensburg, die Landwirtschaftliche Akademie Weihenstephan und die Universität München. Danach war er Assistent und Inspektor an der Landwirtschaftlichen Akademie Weihenstephan und Landwirtschaftslehrer in Triesdorf. In der Folge war er Direktor der Landwirtschaftsschule Bayreuth, Mitglied des Bayerischen Landwirtschaftsrats und des Kreisausschusses, sowie Erster Vorsitzender des Kreisverbandes oberfränkischer Obstbauvereine und Ersatzmann des Deutschen Landwirtschaftsrats. Auch verfasste er verschiedene Aufsätze landwirtschaftlichen und naturwissenschaftlichen Inhalts.
Von Juli 1902 bis 1912 war er Mitglied des Deutschen Reichstags für den Wahlkreis Oberfranken 2 (Bayreuth, Wunsiedel, Berneck) und die Nationalliberale Partei.